# Costa di Wilkins

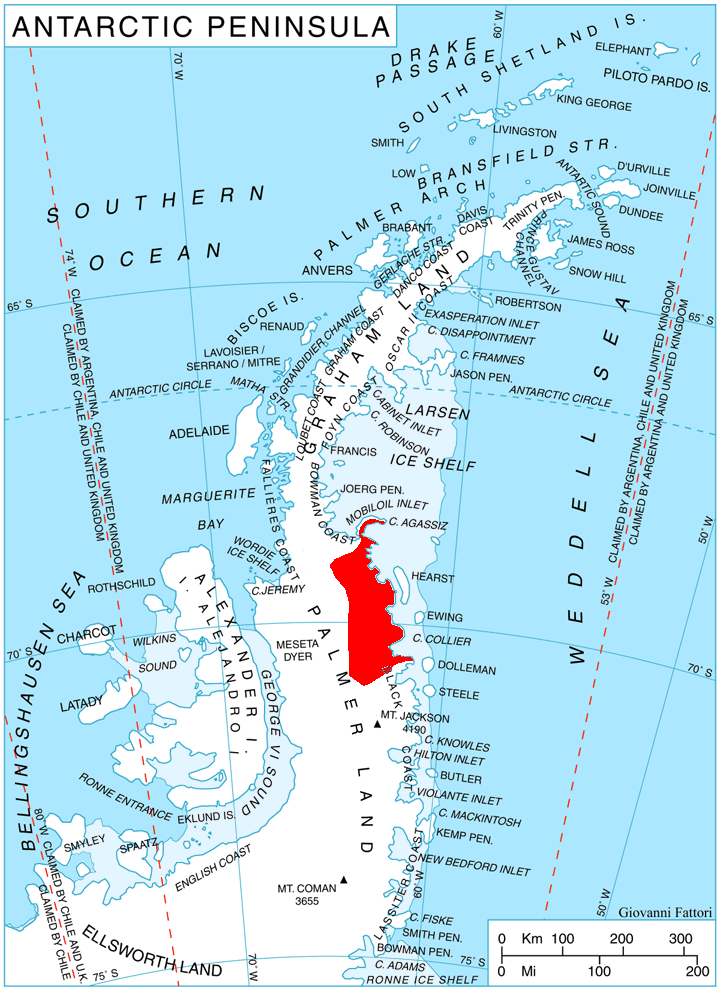
La costa di Wilkins nella parte orientale penisola Antartica.

La costa di Wilkins (centrata alle coordinate 69°40′S 63°00′W) è una porzione della costa della Terra di Palmer, in Antartide. In particolare, la costa di Wilkins si estende nella parte orientale della Penisola Antartica, tra capo Agassiz (68°29′S 62°58′W), a nordovest, e capo Boggs (70°33′S 61°23′W), a sudest, e confina a nord con la costa di Bowman (e quindi con la Terra di Graham) e a sud con la costa di Black. La costa è separata dalla costa di Fallières e dalla costa di Rymill, sul lato occidentale della penisola Antartica, per mezzo delle Antartande.
Davanti ad essa si estende la parte meridionale della piattaforma di ghiaccio Larsen.

## Storia
La costa di Wilkins è stata così battezzata dal Comitato consultivo dei nomi antartici in onore di Sir Hubert Wilkins che, il 20 dicembre 1928, durante un pionieristico volo di esplorazione dell'Antartide, si diresse verso sud partendo dall'isola Deception, nelle isole Shetland Meridionali, e, costeggiando la parte orientale della penisola Antartica, arrivò fino all'isola di Hearst, proprio davanti alla costa di Wilkins.